# Wilhelm Kurtz (Bischof)
Wilhelm Joseph Kurtz SVD (englisch William Joseph Kurtz, * 28. Mai 1935 in Kempa, Landkreis Oppeln, Oberschlesien; † 14. Februar 2023 in Kundiawa, Papua-Neuguinea) war ein polnischer Ordensgeistlicher und römisch-katholischer Erzbischof von Madang.

## Leben
Wilhelm Kurtz besuchte ab 1949 das Kleine Seminar in Nysa. Anschließend trat Kurtz am 8. September 1952 im Missionspriesterseminar in Pieniężno der Ordensgemeinschaft der Steyler Missionare bei und legte dort am 8. September 1954 die erste Profess ab. Von 1955 bis 1957 studierte er Philosophie am Priesterseminar in Nysa und von 1957 bis 1962 Katholische Theologie am ordenseigenen Priesterseminar in Pieniężno. Nachdem Kurtz am 7. September 1961 die ewige Profess abgelegt hatte, empfing er am 28. Januar 1962 in Pieniężno durch den Weihbischof in Gnesen, Józef Drzazga, das Sakrament der Priesterweihe.
Kurtz absolvierte zunächst ein pastorales Praktikum in Bytom, bevor er 1963 Pfarrvikar der dortigen Pfarrei wurde. Von 1964 bis 1966 wirkte er als Pfarrvikar in Górna Grupa und leitete die Blaskapelle der Pfarrei. 1966 absolvierte Wilhelm Kurtz einen sechsmonatigen Englischsprachkurs in Epping in Australien und war als Seelsorger in der dortigen polnischen Gemeinde tätig, bevor er als Missionar nach Papua-Neuguinea ging. Dort war er ab 1967 Pfarrvikar in Goglme in der Chimbu Province. Er gründete eine neue Missionsstation in der Region, deren Pfarrer er 1968 wurde. Auf seine Initiative hin wurden eine Pfarrkirche, ein Pfarrhaus sowie eine Krankenstation und drei Grundschulen gebaut. Ab 1981 fungierte Kurtz als Generalvikar des Bistums Goroka und als Pfarrer in Koge.
Papst Johannes Paul II. ernannte ihn am 8. Juni 1982 zum ersten Bischof von Kundiawa. Die Bischofsweihe spendete ihm der Bischof von Goroka, Raymond Rodly Caesar SVD, am 8. September desselben Jahres in Mingende; Mitkonsekratoren waren John Edward Cohill SVD, emeritierter Bischof von Goroka, und Erzbischof Francesco De Nittis, Apostolischer Pro-Nuntius in Papua-Neuguinea. Kurtz wählte den Wahlspruch To evangelize („Evangelisieren“).
Am 15. Oktober 1999 bestellte ihn Papst Johannes Paul II. zum Koadjutorerzbischof von Madang. Nach dem Rücktritt Benedict To Varpins folgte Wilhelm Kurtz diesem am 24. Juli 2001 im Amt des Erzbischofs von Madang nach. Papst Benedikt XVI. nahm am 30. November 2010 sein aus Altersgründen vorgebrachtes Rücktrittsgesuch an.
Wilhelm Kurtz erhielt am 25. November 2008 die Goldmedaille des Order of Logohu und am 25. Oktober 2018 die Medaille „Benemerenti in Opere Evangelizationis“ der Missionskommission der Polnischen Bischofskonferenz. Kurtz starb am 14. Februar 2023 im Alter von 88 Jahren in einem Krankenhaus in Kundiawa, Papua-Neuguinea.